# Sommer-Paralympics 2016
Die XV. Paralympischen Sommerspiele wurden vom 7. bis 18. September 2016 in Rio de Janeiro im Anschluss an die Olympischen Sommerspiele 2016 ausgetragen. Die brasilianische Stadt war die erste in Süd- und Lateinamerika, in der die Sommer-Paralympics stattfanden.

## Örtlichkeiten
Die Stadt Rio de Janeiro wurde am 2. Oktober 2009 während der 121. Session des Internationalen Olympischen Komitees (IOC) in Kopenhagen mit der Ausrichtung beauftragt. Der Vertrag der Austragungsländer mit dem IOC legt fest, dass die Paralympics im selben Austragungsort wie zuvor die Olympischen Spiele durchgeführt werden. Die Örtlichkeiten waren weitestgehend dieselben wie bei den Olympischen Spielen. Die Sportstätten befanden sich in vier Zonen innerhalb Rio de Janeiros: Maracanã, Barra, Deodoro und Copacabana. Die Eröffnungs- und Schlussfeier wurden im Maracanã ausgetragen, die Leichtathletikwettbewerbe im Olympiastadion João Havelange.
| - Maracanã – Eröffnungszeremonie und Schlussfeier - Olympiastadion – Leichtathletik - Sambódromo – Bogenschießen - Arena Carioca 1 – Rollstuhlbasketball, Rollstuhlrugby - Arena Carioca 2 – Boccia - Arena Carioca 3 – Judo, Rollstuhlfechten - Arena do Futuro – Goalball - Estádio Aquático Olímpico – Schwimmen - Centro Olímpico de Tênis – 5er-Fußball, Rollstuhltennis - Pontal – Radsport (Straße) - Riocentro – Powerlifting, Sitzvolleyball, Tischtennis - Rio Olympic Arena – Rollstuhlbasketball - Rio Olympic Velodrome – Radsport (Bahn) | - Centro Nacional de Tiro – Schießen - Centro Nacional de Hipismo – Reiten - Estádio do Deodoro – 7er-Fußball - Forte Copacabana – Leichtathletik, Paratriathlon, Radsport (Straße) - Marina da Glória – Segeln - Lagoa Rodrigo de Freitas – Parakanu, Pararudern Das olympische Dorf befand sich nahe dem Riocentro und dem Olympiapark in Barra und wurde anlässlich der Olympischen Sommerspiele 2016 errichtet. |

Lageplan
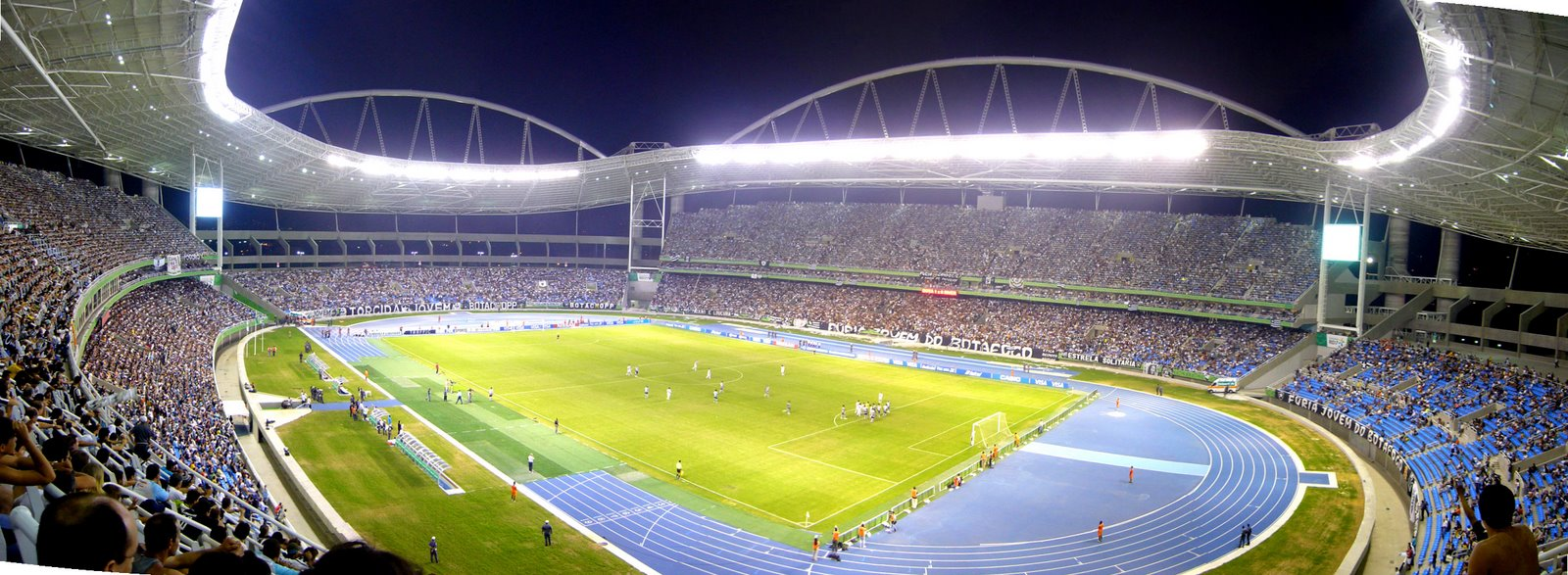
Olympiastadion
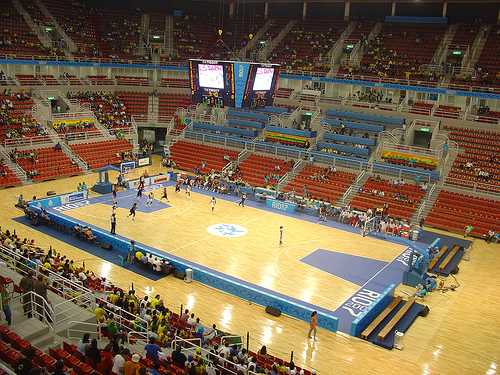
Rio Olympic Arena

## Sportarten
Zum bisher ersten Mal fanden zu den 20 bewährten Sportarten 2016 auch Paratriathlon- und Parakanu-Wettbewerbe statt. Der Radsport gliederte sich in Bahn- und Straßen-Wettbewerbe.

### Wettkampfplan
| EZ | Eröffnungszeremonie | ● | Qualifikationswettkämpfe | 1 | Finalentscheidungen | AZ | Abschlusszeremonie |

| Zeremonien                   | EZ    |       |       |        |        |        |        |        |        |        |        | AZ     |        |
| 5er-Fußball (Blindenfußball) |       |       | ●     |        | ●      |        | ●      |        | ●      |        | 1      |        | 1      |
| 7er-Fußball (CP-Fußball)     |       | ●     |       | ●      |        | ●      |        | ●      |        | 1      |        |        | 1      |
| Boccia                       |       |       |       | ●      | ●      | 3      | ●      | ●      | ●      | 4      |        |        | 7      |
| Bogenschießen                |       |       |       | ●      | 1      | 1      | 1      | 1      | 1      | 2      | 2      |        | 9      |
| Goalball                     |       | ●     | ●     | ●      | ●      | ●      | ●      | ●      | ●      | 2      |        |        | 2      |
| Judo                         |       | 4     | 4     | 5      |        |        |        |        |        |        |        |        | 13     |
| Leichtathletik               |       | 10    | 20    | 16     | 19     | 14     | 19     | 14     | 19     | 16     | 25     | 5      | 177    |
| Parakanu                     |       |       |       |        |        |        |        | ●      | 6      |        |        |        | 6      |
| Pararudern                   |       |       | ●     | ●      | 4      |        |        |        |        |        |        |        | 4      |
| Paratriathlon                |       |       |       | 3      | 3      |        |        |        |        |        |        |        | 6      |
| Powerlifting (Bankdrücken)   |       | 2     | 3     | 3      | 3      | 3      | 3      | 3      |        |        |        |        | 20     |
| Radsport (Bahn)              |       | 4     | 5     | 5      | 3      |        |        |        |        |        |        |        | 17     |
| Radsport (Straße)            |       |       |       |        |        |        |        | 8      | 8      | 8      | 9      |        | 33     |
| Reiten                       |       |       |       |        | ●      | ●      | 1      | 2      | 2      | 6      |        |        | 11     |
| Rollstuhlbasketball          |       | ●     | ●     | ●      | ●      | ●      | ●      | ●      | ●      | 1      | 1      |        | 2      |
| Rollstuhlfechten             |       |       |       |        |        | 2      | 4      | 4      | 2      | 2      |        |        | 14     |
| Rollstuhlrugby               |       |       |       |        |        |        |        | ●      | ●      | ●      | ●      | 1      | 1      |
| Rollstuhltennis              |       |       | ●     | ●      | ●      | ●      | 1      | 1      | 2      | 2      |        |        | 6      |
| Schießen                     |       | 2     | 2     | 2      | 1      | 1      | 2      | 2      |        |        |        |        | 12     |
| Schwimmen                    |       | 16    | 16    | 14     | 15     | 16     | 15     | 15     | 14     | 16     | 15     |        | 152    |
| Segeln                       |       |       |       |        |        | ●      | ●      | ●      | ●      | ●      | 3      |        | 3      |
| Sitzvolleyball               |       |       | ●     | ●      | ●      | ●      | ●      | ●      | ●      | 1      | 1      |        | 2      |
| Tischtennis                  |       | ●     | ●     | ●      | 5      | 8      | 8      | ●      | ●      | 4      | 4      |        | 29     |
| Medaillenentscheidungen      | 0     | 38    | 50    | 48     | 54     | 48     | 54     | 50     | 54     | 65     | 61     | 6      | 528    |
| September                    | 7. Mi | 8. Do | 9. Fr | 10. Sa | 11. So | 12. Mo | 13. Di | 14. Mi | 15. Do | 16. Fr | 17. Sa | 18. So | Gesamt |

## Symbolik

### Logo
Das offizielle Logo wurde von der brasilianischen Agentur Tafíl Design entworfen und am 26. November 2014 im Rahmen der Entzündung des Weihnachtsbaums der Lagoa Rodrigo de Freitas enthüllt.
Es vereint das Symbol eines Herzens und das für die Unendlichkeit, was laut IPC-Präsident Philip Craven zum einen das „Herz“ der Spiele, die Athleten, repräsentieren soll und zum anderen deren „unendliche Kraft zum Meistern von Hindernissen“.

### Maskottchen
Die offiziellen Maskottchen der Olympischen Sommerspiele und der Paralympics 2016, Tom und Vinicius, wurden am 24. November 2014 offiziell vorgestellt, ihre Namen erhielten sie durch ein Votum am 14. Dezember 2015. Tom, das Maskottchen der Paralympics, erinnert an einen Baum und soll die reichhaltige Flora des Landes symbolisieren. Sein Gefährte Vinicius, der einer Katze nachempfunden ist, steht hier für die Tierwelt Brasiliens. Ihrer fiktiven Geschichte zufolge sind sie beide das Produkt der Freude aller Brasilianer über die Ausrichtung der Spiele.

## Teilnehmende Paralympische Komitees

### Suspendierung von Verbänden und Athleten

#### Ausschluss des russischen Teams
Am 7. August 2016 entschied das Internationale Paralympische Komitee (IPC), russische Athleten von den Spielen auszuschließen. Zuvor hatte es zusätzliche Informationen des kanadischen Juristen Richard McLaren erhalten (sogenannter McLaren-Report), der die Untersuchung der Welt-Anti-Doping-Agentur (WADA) im Zusammenhang mit den Vorwürfen um Staatsdoping in Russland leitete. Der russische Sportminister Witali Mutko kündigte an, juristisch gegen die Entscheidung des IPC vorzugehen. Der Internationale Sportgerichtshof (CAS) bestätigte jedoch am 23. August 2016 die Entscheidung des IPC.

Bereits bei den Olympischen Sommerspielen war es zu einem Teilausschluss russischer Sportler gekommen.

#### Ausschluss diverser Athleten
- Der Radsportler Michael Gallagher war wegen EPO-Dopings am 2. September aus dem Aufgebot des australischen Teams gestrichen worden.[10]
- Nachdem der saudi-arabische Gewichtheber Mashal Alkhazai positiv auf Methenolon, ein Anabolikum, getestet worden war, musste dieser am 12. September die Heimreise antreten, noch bevor er an seinem ersten Wettkampf teilnehmen konnte. Zusätzlich wurde er für 8 Jahre vom IPC gesperrt.[11]
- Mohammad Naiem Durani, afghanischer Leichtathlet, der beim Speerwurf in der Klasse F44 antrat, wurde am 13. September für 4 Jahre vom Verband gesperrt, nachdem er positiv auf die Substanz 19-Norandrosteron getestet worden war. Dies führte zur sofortigen Annullierung seines Wettkampf-Ergebnisses.[12]
- Der argentinische Judoka Jorge Lencina war positiv auf die Substanz Clomifen getestet worden, somit folgten der Ausschluss von den Spielen und seine Wettkampfergebnisse aus dem Wettbewerb in der Klasse bis 90 kg.[13]

### Übersicht nach Nationen/Mannschaften
Stand: 8. November 2019
| Europa (46 Länder) | Europa (46 Länder) | Europa (46 Länder) |
| --- | --- | --- |
| - Albanien - Armenien (2) - Aserbaidschan (25) - Belarus (20) - Belgien (26) - Bosnien und Herzegowina (14) - Bulgarien (7) - Dänemark (21) - Deutschland (155) - Estland (6) - Färöer (1) - Finnland (26) - Frankreich (123) - Georgien (5) - Griechenland (60) | - Großbritannien (251) - Irland (44) - Island (5) - Italien (97) - Kosovo - Kroatien (19) - Lettland (11) - Litauen (13) - Luxemburg (3) - Malta (1) - Nordmazedonien (2) - Moldau (2) - Montenegro (2) - Niederlande (115) - Norwegen (25) | - Österreich (27) - Polen (90) - Portugal (37) - Rumänien (12) - Schweden (58) - Schweiz (24) - Serbien (16) - Slowakei (28) - Slowenien (8) - Spanien (111) - Tschechien (37) - Türkei (79) - Ukraine (168) - Ungarn (43) - Zypern (2)              |
| Amerika (27 Länder) | | |
| - Amerikanische Jungferninseln (1) - Argentinien (82) - Aruba (1) - Bermuda (2) - Brasilien (286) - Chile (15) - Costa Rica (2) - Dominikanische Republik (2) - Ecuador (5)                                                                                      | - El Salvador (1) - Guatemala (1) - Haiti (1) - Honduras (2) - Jamaika (3) - Kanada (151) - Kolumbien (39) - Kuba (22) - Mexiko (69) | - Nicaragua (3) - Panama (2) - Peru (5) - Puerto Rico (4) - Suriname (1) - Trinidad und Tobago (3) - Uruguay (4) - Venezuela (24) - Vereinigte Staaten (271)                                                                                         |
| Asien (40 Länder) | | |
| - Afghanistan (1) - Bahrain (2) - China, Volksrepublik (306) - China (Taiwan), Republik (13) - Hongkong (24) - Indien (19) - Indonesien (9) - Irak (14) - Iran (108) - Israel (33) - Japan (132) - Jordanien (10) - Kambodscha (1) - Kasachstan (11)             | - Katar (3) - Kirgisistan (3) - Korea, Demokratische Volksrepublik (2) - Korea, Republik (80) - Kuwait (6) - Laos (1) - Macau (1) - Malaysia (19) - Mongolei (8) - Myanmar (2) - Nepal (2) - Oman (2) - Osttimor (2) - Pakistan (1)         | - Palästina (1) - Papua-Neuguinea (2) - Philippinen (5) - Saudi-Arabien (4) - Singapur (13) - Sri Lanka (9) - Syrien (2) - Tadschikistan (1) - Thailand (45) - Turkmenistan (2) - Usbekistan (32) - Vereinigte Arabische Emirate (18) - Vietnam (11) |
| Afrika (43 Länder) | | |
| - Ägypten (45) - Algerien (60) - Angola (4) - Äthiopien (5) - Benin (1) - Botswana (1) - Burkina Faso (1) - Burundi (1) - Elfenbeinküste (5) - Gabun (1) - Gambia (1) - Ghana (3) - Guinea-Bissau (1) - Kamerun (1)                                              | - Kap Verde (2) - Kenia (9) - Kongo, Demokratische Republik (2) - Kongo, Republik (1) - Lesotho (2) - Libyen (3) - Madagaskar (1) - Malawi (1) - Mali (2) - Marokko (24) - Mauritius (2) - Mosambik (1) - Namibia (9) - Niger (2)           | - Nigeria (22) - Ruanda (13) - São Tomé und Príncipe (1) - Senegal (2) - Seychellen (1) - Sierra Leone (1) - Simbabwe (5) - Somalia (1) - Südafrika (44) - Tansania (1) - Togo (1) - Tunesien (31) - Uganda (1) - Zentralafrikanische Republik (1)   |
| Ozeanien (5 Länder) | | |
| - Australien (168) - Fidschi (2) | - Neuseeland (27) - Samoa (2) | - Tonga (2) |
| Unabhängige Teams (1 Mannschaft) | | |
| - Unabhängige Paralympicsteilnehmer (2) | | |

Laut dem IPC sollte auch, wie schon bei den Olympischen Sommerspielen, ein Flüchtlingsteam antreten, welches dann unter der Flagge der Paralympics lief. Es handelt sich um den Syrer Ibrahim Al Hussein (Schwimmer 50 und 100 Meter Freistil) und die Iranerin Shahrad Nasajpour (Diskuswurf).

## Eintrittskarten
Tickets für die einzelnen Veranstaltungen kosteten zwischen 10 (etwa 3 Euro) und 130 Reais (etwa 36 Euro). Bis zum 7. September wurden 1,66 Millionen Eintrittskarten verkauft.
Mit 133.000 verkauften Einheiten war der 23. August der bis dato ertragreichste Tag.

## Berichterstattung

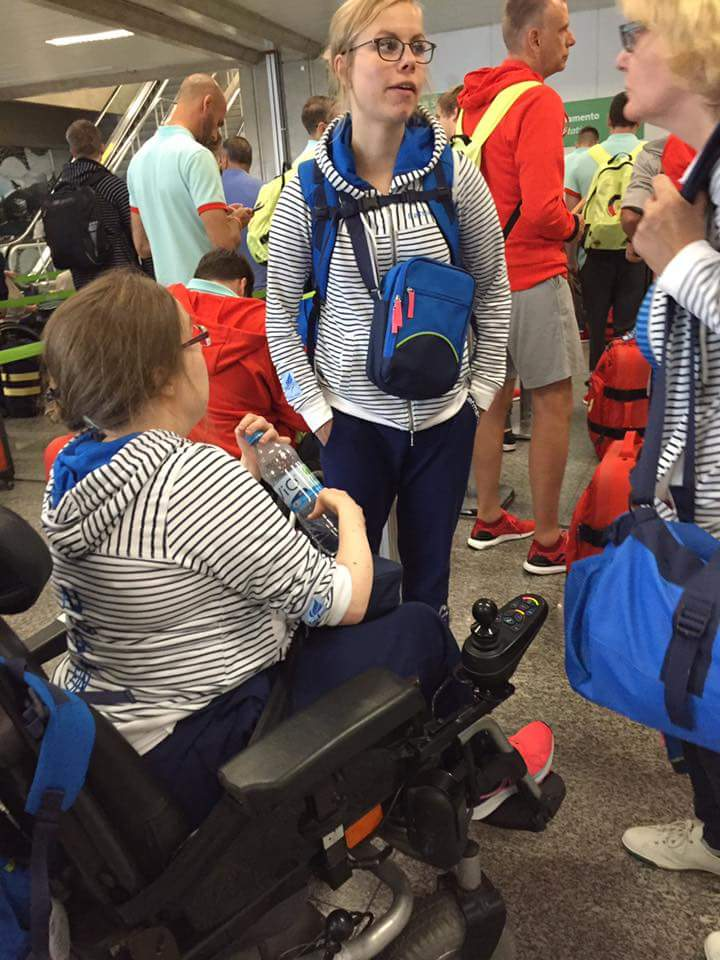
Ankunft der Sportler/-innen Anfang September

Am 24. August 2016 gab das IPC bekannt, dass Dailymotion als offizieller Live-Streaming-Partner gewonnen werden konnte. Es standen 15 englischsprachige Kanäle zur Übertragung der Wettbewerbe in Leichtathletik, Radsport, Fußball, Judo, Gewichtheben, Sitzvolleyball, Schwimmen, Tischtennis, Rollstuhlbasketball, Rollstuhlfechten, Rollstuhlrugby und Rollstuhltennis zur Verfügung. Ferner wurden dort auch die Eröffnungs- und die Abschlusszeremonien gezeigt, zusätzlich noch Highlights aller Events, Nachrichten und Kurzvideos. Alles in allem waren pro Tag 72 Stunden Material verfügbar.
In Deutschland übernahm das ZDF mit dem Format Paralympics live die Übertragung von 23 Uhr bis 3 Uhr morgens und zeigte ab 9 Uhr des jeweils nächsten Tages in Paralympics extra eine jeweils 90-minütige Zusammenfassung der Geschehnisse, in der aber neben den Wettkämpfen ebenso auf Interviews, Hintergrundberichte und Erklärstücke zum Behindertensport Wert gelegt wurde. Gemeinsam mit der ARD wurden auch alle Leichtathletik-Wettkämpfe in den jeweiligen Mediatheken zur Verfügung gestellt, die Übertragung anderer Wettbewerbe behielt man sich dort unter der Voraussetzung einer deutschen Teilnahme vor.

## Zwischenfälle
Am Morgen des 17. September 2016 um 10:40 Ortszeit verunglückte der iranische Radsportler Bahman Golbarnezhad im Straßenrennen der Klasse C4 in der sogenannten Grumari-Kurve so schwer, dass er noch am Unfallort während der Behandlung durch Rettungskräfte einen Herzstillstand erlitt. Er verstarb wenig später im nahen Universitätsklinikum (Unimed Rio Hospital). Noch wird ergründet, wie es zu diesem Unfall kommen konnte. Die iranische Flagge im paralympischen Dorf wurde auf halbmast gesetzt, während der Schlusszeremonie soll eine Schweigeminute für Golbarnezhad, der nur 48 Jahre alt wurde, eingelegt werden.